# Большереченское городское поселение (Омская область)
Большереченское городское поселение — городское поселение в Большереченском районе Омской области.
Административный центр — рабочий посёлок Большеречье (646670, р.п. Большеречье, ул. Красноармейская, 3. Телефон 8 (38169) 2-16-91)

## История
В 1924 году образован Больше-Реченский сельский совет из части территории ликвидированной Больше-Реченской волости.
На 1926 год в состав сельского совета входили:
- село Большеречье;
- деревня Красный Яр.

В 1960 году образовался Большереченский поселковый совет путём преобразования Большереченского сельского совета в связи с преобразованием села в рабочий посёлок. Населённые пункты бывшего сельского совета переведены в Осихинский сельский совет.

## Население
| 2010    | 2011    | 2012    | 2013    | 2014    | 2015    | 2016    |
| ------- | ------- | ------- | ------- | ------- | ------- | ------- |
| 11 271  | ↘11 268 | ↘10 971 | ↘10 629 | ↘10 427 | ↘10 389 | ↗10 406 |
| 2017    | 2018    | 2019    | 2020    | 2021    | 2023    |         |
| ↗10 427 | ↘10 397 | ↗10 452 | ↘10 434 | ↘9731   | ↘9723   |         |

## Административное деление
| статус          | населённый пункт | год основания |
| --------------- | ---------------- | ------------- |
| рабочий посёлок | Большере́чье      | 1627          |